# Trachusa orientalis
Trachusa orientalis är en biart som beskrevs av Pasteels 1972. Trachusa orientalis ingår i släktet hartsbin, och familjen buksamlarbin. Inga underarter finns listade i Catalogue of Life.